# Boriumgebrek

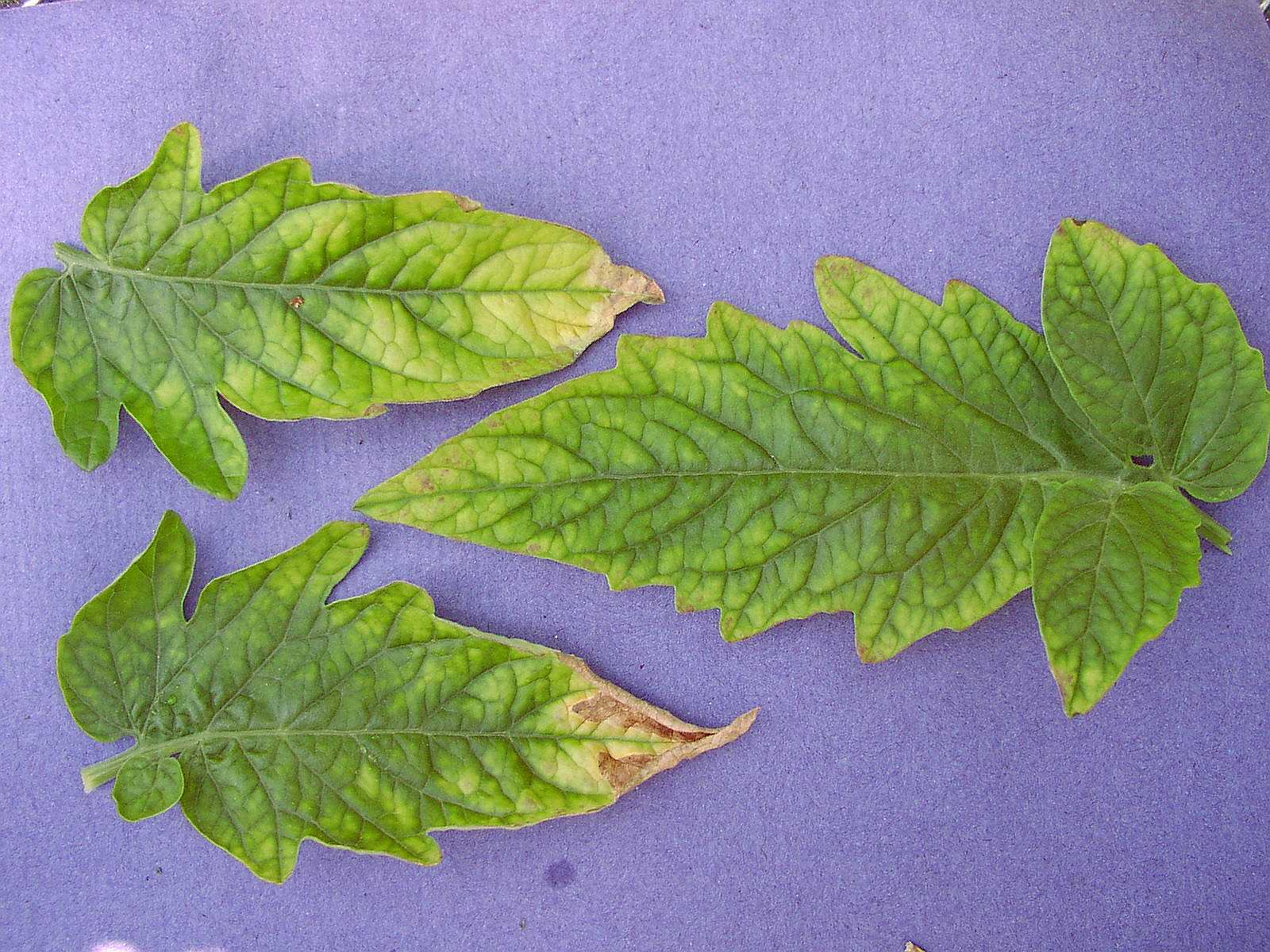
Boriumgebrek bij tomaat

Boriumgebrek bij planten is een weinig optredende gebreksziekte, die in Nederland vooral op lichte zandgrond kan optreden. Akkerland dat al lang in cultuur is, kan een laag boorgehalte hebben. Ook een hoge pH kan boriumgebrek veroorzaken. Als kunstmeststof voor het voorkomen van boriumgebrek kan onder andere borax of Chili Borium Plus gebruikt worden.
Boriumgebrek bij planten kan zich uiten in afstervende groeipunten en bossige dwerggroei. Gewasspecifieke symptomen zijn:
- Suikerbiet- hartrot en ruwe kankerachtige plekken op de biet.
- Sluitkool- gedraaide bladeren en holle gedeelten in de stronk.
- Bloemkool- slechte ontwikkeling van de roosjes van de kool en bruine plekken op de kool. Verruwing van de stronk, bladstelen en middennerven.
- Bleekselderij- bladstelen vertonen barstjes en inwendig is de steel roodbruin.
- Peer- nieuwe scheuten in het voorjaar sterven af en de peren krijgen harde bruine plekken op de schil.
- Aardbei- dwergroei, kleine, gele bladeren en kleine, bleke vruchten.
- Koolraap en knolraap- bruine en grijze concentrische ringen in de raap.
- Aardappel- dwergroei, afsterven van groeipunten en leerachtig verdikte, omhoog gerolde, onderste bladeren.
- Maïs- niet goed gevulde kolven.
- Palmen (Palmenfamilie) - bruine vlekken op de bladeren en een lage productie.